# Emiliano Zapata, Juan Rodríguez Clara
Emiliano Zapata är en ort i Mexiko.   Den ligger i kommunen Juan Rodríguez Clara och delstaten Veracruz, i den sydöstra delen av landet, 400 km öster om huvudstaden Mexico City. Emiliano Zapata ligger 141 meter över havet och antalet invånare är 190.
Terrängen runt Emiliano Zapata är platt. Runt Emiliano Zapata är det ganska glesbefolkat, med 27 invånare per kvadratkilometer. Närmaste större samhälle är Juan Rodríguez Clara, 15,1 km norr om Emiliano Zapata. Trakten runt Emiliano Zapata består till största delen av jordbruksmark.